# Ghiacciaio Pequod
Il ghiacciaio Pequod (in inglese Pequod Glacier) è un ghiacciaio lungo oltre 28 km situato sulla costa di Oscar II, nella parte orientale della Terra di Graham, in Antartide. Il ghiacciaio, il cui punto più alto si trova 449 m s.l.m., fluisce verso est parallelamente al ghiacciaio Melville, di cui si trova a sud, e, passando tra la dorsale Taridin, a nord, e la dorsale Krupen, a sud, arriva fino alla baia Durostorum, nell'insenatura Esasperazione.

## Storia
Il ghiacciaio Pequod è stato mappato dal British Antarctic Survey, che all'epoca si chiamava ancora Falkland Islands and Dependencies Survey, grazie a fotografie aeree scattate durante varie spedizioni della stessa agenzia svolte tra il 1947 e il 1955 e, come molte delle formazioni circostanti, anch'esso è stato battezzato dal Comitato britannico per i toponimi antartici con un nome che avesse a che fare con la baleneria, il Pequod è infatti la baleniera protagonista del romanzo Moby Dick o La balena, di Herman Melville.